# Meridiana-alagút (Barcelona)
A Meridiana-alagút egy vasúti alagút Spanyolországban, Barcelonában. Az alagútban futó vasútvonal 1668 mm nyomtávolságú, 3000 V egyenárammal villamosított. Összekapcsolja a város két fontos vasútállomását, Plaça de Catalunya állomást és Arc de Triomf metróállomást, továbbá a városba befutó vasútvonalakat. Az 1970-es években épült, és a korábban itt található vasútvonal helyébe lépett, amely az Avinguda Meridiana közepén, a városközponton átvezető vágatban futott.